# Dulé Hill
Karim Dulé Hill (East Brunswick, 3 mei 1975) is een Amerikaans acteur van Jamaicaanse afkomst. Hij werd in 2002 genomineerd voor een Emmy Award voor zijn rol als Charlie Young in de dramaserie The West Wing. Samen met de gehele cast won hij daarvoor zowel in 2001 als 2002 daadwerkelijk Screen Actors Guild Awards.
Hill trouwde in juli 2004 met actrice Nicole Lyn.

## Filmografie
- Remarkable Power (2008)
- Whisper (2007)
- The Guardian (2006)
- The Numbers (2005)
- Edmond (2005)
- Sexual Life (2005)
- 10.5 (2004, televisiefilm)
- Holes (2003)
- Men of Honor (2000)
- Love Songs (1999, televisiefilm)
- She's All That (1999)
- Color of Justice (1997, televisiefilm)
- The Ditchdigger's Daughters (1997, televisiefilm)
- Sugar Hill (1993)
- Good Old Boy: A Delta Boyhood (1988)

## Televisieseries
*Exclusief eenmalige gastrollen
- Psych - Burton 'Gus' Guster (meer dan vijftig afleveringen sinds 2006)
- The West Wing - Charlie Young (1999–2006, 133 afleveringen)
- Suits - Alex Williams (vanaf seizoen 7-heden)

- Bibsys: 7065703
- Biblioteca Nacional de España: XX4610187
- Bibliothèque nationale de France: cb15087750p (data)
- Gemeinsame Normdatei: 135052939
- International Standard Name Identifier: 0000 0003 6352 3522
- Library of Congress Control Number: no00101853
- Nationale Bibliotheek van Tsjechië: hka2012712115
- Nationale Bibliotheek van Israël: 987007374285005171
- SNAC: w60r9r1c
- Système universitaire de documentation: 17420759X
- Virtual International Authority File: 228175664
- WorldCat: E39PBJwxGMxXTVWYB6PbFkb68C